# Наталіо Перінетті
Наталіо Перінетті (ісп. Natalio Perinetti, 28 грудня 1900, Ремедіос-де-Ескалада — 24 травня 1985, Ремедіос-де-Ескалада) — аргентинський футболіст, що грав на позиції нападника.
Виступав, зокрема, за клуб «Расинг» (Авельянеда), а також національну збірну Аргентини, у складі якої 1930 року був учасником першого чемпіонату світу.

## Клубна кар'єра
Народився 28 грудня 1900 року в місті Ремедіос-де-Ескалада. Починав грати у футбол у юнацькій команді місцевого клубу «Тальєрес», створеного декількома роками раніше його братом Хуаном.
У дорослому футболі дебютував 1917 року виступами за команду клубу «Расинг» (Авельянеда), в якій провів загалом сімнадцять сезонів. Спочатку команда грала в аматорських змаганнях, а з утворенням професійної ліги у 1931 році стала одним з її учасниктв. У професійну епоху взяв участь у 83 іграх за «Расинг». 
Завершив професійну ігрову кар'єру у клубі «Рівер Плейт», за команду якого виступав протягом 1934 року.
У 1960-х роках працював футбольним аналітиком на аргентинському телебаченні. Помер 24 травня 1985 року на 85-му році життя.

## Виступи за збірну
1923 року дебютував в офіційних матчах у складі національної збірної Аргентини. Протягом кар'єри у національній команді, яка тривала 8 років, провів у формі головної команди країни 6 матчів.
У складі збірної був учасником чемпіонату Південної Америки 1929 року в Аргентині, здобувши того року титул континентального чемпіона, чемпіонату світу 1930 року в Уругваї, де разом з командою здобув «срібло». На «мундіалі» брав участь у першій грі своєї команди проти збірної Франції (1:0), у наступних іграх на поле не виходив, поступившись місцем у складі Карлосу Пеусельє.

## Титули і досягнення
- Срібний олімпійський призер: 1928
- Віце-чемпіон світу: 1930
- Чемпіон Південної Америки: 1929